# Larissza
A Larissza görög eredetű női név, a jelentése „Larissza városából való”.

## Rokon nevek
- Lara

## Gyakorisága
Az 1990-es években szórványos név, a 2000-es években nem szerepel a 100 leggyakoribb női név között.

## Névnapok
- március 26.